# George Foreman
George Edward Foreman, becenevén "Big George" (Marshall, 1949. január 10. – Houston, 2025. március 21.) amerikai nehézsúlyú ökölvívó, üzletember és író. 1968 olimpiai bajnoka, kétszeres nehézsúlyú világbajnok.

## Pályafutása
1967 és 1997 között vívta az öklöt legmagasabb szinten, 1973-ban addig példa nélküli második menetes kiütéssel győzte le az addig veretlen Joe Fraziert és lett először világbajnok. 1974-ben kihívta őt Muhammad Ali egy legendássá vált mérkőzésre (Rumble in the Jungle), melyet Ali meg is nyert. 1977-ben Foreman visszavonult egy Jimmy Young ellen elszenvedett vereséget követően, és tíz év kihagyás után tért vissza ismét. Másodszor 1995-ben, 46 évesen és 169 naposan szerezte meg a címet, és ezzel a legidősebb világbajnok lett.
Foremant tagjai közé iktatta a World Boxing Hall of Fame és az International Boxing Hall of Fame. Visszavonulása után üzletemberként is dolgozott, az HBO szakkommentátoraként is tevékenykedett, valamint ő a névadója a George Foreman Grill grillsütőnek, melynek reklámarca is volt. 76 évesen hunyt el 2025 márciusában.